# Anarta zemblica
Anarta zemblica là một loài bướm đêm trong họ Noctuidae.